# Gare de Bouwel
La gare de Bouwel (en néerlandais : station Bouwel) est une halte ferroviaire belge de la ligne 15, d'Anvers à Hasselt située à Bouwel, sur la commune de Grobbendonk, dans la province d'Anvers en Région flamande.
C'est un point d'arrêt non géré (PANG) de la Société nationale des chemins de fer belges (SNCB) desservi par des trains InterCity (IC), Suburbains (S33) et d'Heure de pointe (P).

## Histoire
Le bâtiment d'origine a été remplacé au tournant du XXe siècle par une gare de plan type 1895 ; ce bâtiment a également disparu par la suite.

## Service des voyageurs

### Accueil
C'est un point d'arrêt non géré (PANG) à accès libre. L'achat des tickets s'effectue un automate de vente. Un parking pour les voitures et une aire de parcage pour les vélos se trouvent à proximité.
Les quais sont disposés de part et d'autre du passage à niveau routier qui permet la traversée des voies.

### Desserte
Bouwel est desservie par des trains Intercity (IC), Suburbains (S33) et d'Heure de pointe (P) de la SNCB circulant sur la ligne commerciale 15 : Anvers - Lierre - Mol - Hasselt (voir brochure SNCB de la ligne 15).
En semaine, la desserte est constituée d’une seule relation cadencée à l'heure : des trains de la ligne S33 du réseau S anversois circulant entre Anvers-Central et Mol. Plusieurs trains supplémentaires desservent également Bouwel en heure de pointe : deux trains IC-10 reliant Anvers-Central à Mol, très tard le soir (les autres passent sans s’arrêter) ; deux trains P de Mol ou Neerpelt à Bruxelles-Midi via Malines (le matin, dans l’autre sens en fin d’après-midi) ; deux trains P de Lierre à Herentals (le matin, dans l’autre sens en fin d’après-midi) ; trois trains S33 supplémentaires de Herentals à Anvers-Central (le matin, dans l’autre sens en fin d’après-midi). Les week-end et jours fériés, Bouwel est desservie toutes les heures par des trains IC-30, circulant entre Anvers-Central et Turnhout. Le dimanche, en fin de journée, il existe deux trains P reliant Hamont, et Mol à Heverlee (près de Louvain) qui ne circulent qu'en période scolaire.

## Comptage voyageurs
Ce graphique et tableau montre le nombre de voyageurs embarquant en moyenne durant la semaine, le samedi et le dimanche.
| Nombre de passagers qui embarquent à la gare de Bouwel | Nombre de passagers qui embarquent à la gare de Bouwel | Nombre de passagers qui embarquent à la gare de Bouwel | Nombre de passagers qui embarquent à la gare de Bouwel |
|                                                        | Semaine                                                | Samedi                                                 | Dimanche                                               |
| ------------------------------------------------------ | ------------------------------------------------------ | ------------------------------------------------------ | ------------------------------------------------------ |
| 1977                                                   | 300                                                    | 10                                                     | 1                                                      |
| 1978                                                   | 220                                                    | 6                                                      | 2                                                      |
| 1979                                                   | 242                                                    | 4                                                      | 2                                                      |
| 1980                                                   | 272                                                    | 2                                                      | 1                                                      |
| 1981                                                   | 310                                                    | 35                                                     | 52                                                     |
| 1982                                                   | 285                                                    | 50                                                     | 37                                                     |
| 1983                                                   | 390                                                    | 40                                                     | 58                                                     |
| 1984                                                   | 347                                                    | 53                                                     | 38                                                     |
| 1985                                                   | 391                                                    | 54                                                     | 52                                                     |
| 1986                                                   | 367                                                    | 72                                                     | 47                                                     |
| 1987                                                   | 393                                                    | 74                                                     | 53                                                     |
| 1988                                                   | 375                                                    | 82                                                     | 45                                                     |
| 1989                                                   | 369                                                    | 54                                                     | 52                                                     |
| 1990                                                   | 361                                                    | 70                                                     | 64                                                     |
| 1991                                                   | 385                                                    | 87                                                     | 45                                                     |
| 1992                                                   | 326                                                    | 93                                                     | 68                                                     |
| 1993                                                   | 341                                                    | 72                                                     | 62                                                     |
| 1994                                                   | 365                                                    | 80                                                     | 85                                                     |
| 1995                                                   | 341                                                    | 100                                                    | 86                                                     |
| 1996                                                   | 388                                                    | 83                                                     | 82                                                     |
| 1997                                                   | 401                                                    | 85                                                     | 69                                                     |
| 1998                                                   | 355                                                    | 74                                                     | 64                                                     |
| 1999                                                   | 261                                                    | 87                                                     | 77                                                     |
| 2000                                                   | 268                                                    | 68                                                     | 74                                                     |
| 2001                                                   | 222                                                    | 104                                                    | 62                                                     |
| 2002                                                   | 228                                                    | 78                                                     | 82                                                     |
| 2003                                                   | 213                                                    | 92                                                     | 64                                                     |
| 2004                                                   | 294                                                    | 75                                                     | 75                                                     |
| 2005                                                   | 280                                                    | 104                                                    | 175                                                    |
| 2006                                                   | 353                                                    | 104                                                    | 77                                                     |
| 2007                                                   | 406                                                    | 109                                                    | 106                                                    |
| 2008                                                   | -                                                      | -                                                      | -                                                      |
| 2009                                                   | 323                                                    | 126                                                    | 109                                                    |
| 2010                                                   | -                                                      | -                                                      | -                                                      |
| 2011                                                   | -                                                      | -                                                      | -                                                      |
| 2012                                                   | 410                                                    | 167                                                    | 148                                                    |
| 2013                                                   | 524                                                    | 143                                                    | 148                                                    |
| 2014                                                   | 476                                                    | 130                                                    | 148                                                    |
| 2015                                                   | 459                                                    | 108                                                    | 141                                                    |
| 2016                                                   | 462                                                    | 160                                                    | 90                                                     |
| 2017                                                   | 479                                                    | 163                                                    | 168                                                    |
| 2018                                                   | 463                                                    | 201                                                    | 192                                                    |
| 2019                                                   | 467                                                    | 149                                                    | 199                                                    |
| 2020                                                   | 274                                                    | 101                                                    | 144                                                    |
| 2021                                                   | -                                                      | -                                                      | -                                                      |
| 2022                                                   | 547                                                    | 202                                                    | 253                                                    |
| 2023                                                   | 418                                                    | 257                                                    | 275                                                    |
| 2024                                                   | 430                                                    | 210                                                    | 226                                                    |